# Super Twister
Super Twister (Originaltitel Mega Cyclone, Alternativtitel Super Storm) ist ein kanadischer Katastrophenfernsehfilm aus dem Jahr 2011.

## Handlung
Eine Gruppe von Wissenschaftlern entdeckt, dass der für gewaltige Stürme verantwortlich gemachte rote Fleck auf dem Planeten Jupiter verschwunden ist. Einige Zeit später wird die Erde Opfer eines heftigen, kosmischen Sturms. Dadurch wird Nordamerika verwüstet und Strom- und Telefonnetze werden unbrauchbar. In der Folgezeit treffen immer wieder heftig werdende Wirbelstürme ein.
Durch plötzlich auftauchende elektrische Entladungen werden zahlreichen Unfälle verursacht. Die Forscher vermuten schon bald, dass es sich um keine herkömmlichen, irdischen Stürme handeln kann. Eher lassen sich die Stürme mit denen auf dem Jupiter vergleichen. Deswegen kommt das Team zur Schlussfolgerung, wenn gegen die Stürme nichts unternommen wird, die Erde zu einem Gasplaneten wird.
Der Schüler Will Newmar hat heimlich für die Wissenschaftsshow seiner High School einen Apparat entworfen, mit dem das Entstehen und das Verschwinden der Stürme auf dem Jupiter simuliert werden kann. Daher ist die Gruppe der Wissenschaftler darum bemüht, ihn in das Team zu integrieren und das Gerät dafür zu nutzen, die Stürme auf der Erde zu besiegen.

## Hintergrund
Drehort war im kanadischen British Columbia. Der Film feierte am 13. April 2011 seine DVD-Premiere. Ein Jahr später folgte die Premiere in den Vereinigten Staaten.

## Rezeption
„Das wenig nervenaufreibende (Fernseh-)Spektakel wird auch dadurch nicht bemerkenswerter, dass der Ursprung des Sturms im Weltraum liegt.“

„Immerhin mit einer steifen Actionbrise.“

Cinema schreibt außerdem, dass „die Effekte für eine Syfy-Produktion passabel“ seien und es „den guten Akteuren“ gelinge, „die vorhersehbare Geschichte bei reichlich Action mit Leben zu füllen“. Schlussendlich wird geurteilt, dass „der wissenschaftliche Stuss dann noch für einige Lacher gut“ sei.
In der Internet Movie Database hat der Film bei über 550 Stimmenabgaben eine Wertung von 3,7 von 10,0 möglichen Sternen.